# Saint-André-d'Embrun
Saint-André-d'Embrun è un comune francese di 650 abitanti situato nel dipartimento delle Alte Alpi della regione della Provenza-Alpi-Costa Azzurra.

## Società

### Evoluzione demografica
Abitanti censiti